# شورش‌های اواخر حکومت نادر
نادر پس از سوء قصدی که در جنگل‌های مازندران به او شد دچار تغییرات روحی گردید به‌طوری‌که میرزا مهدی خان استرآبادی در کتاب خود جهانگشای نادری چنین می‌نویسد:
خدیو بیهمال از بدو حال تا هنگامی که از سفر خوارزم برگشته عازم داغستان شدند، در امر سلطنت و جهانداری یگانه، و در راه و رسم معدلت و عاجزنوازی فرزانه بودند. اهالی ایران نیز از خرد و بزرگ و تاجیک و ترک فدویانه نقد جان در راه او می‌باختند. بعد از آنکه داغستان مسیر کوکبه خلافت مصیر شد، بنابر استیلای وساوس و توهمات چند قرة العین جهانداری و جهانبانی رضا قلی میرزا را، که فرزند مهین و ولیعهد و ارشد اولاد بود از نظر انداخته ، دیده جهان بین اورا از بینائی عاطل ساخت. از غصه و غم فرزند ارجمند تغییر در احوال ایشان راه یافته آشفته مزاج گشتند.
این کنش روحی نادر سبب تغییر در سیستم و سازمان حکومتی او شد سخت‌گیری درگرفتن مالیات‌ها یکی از نشانه‌های این تغییر بود آنچنانکه میرزا مهدی خان استر آبادی در کتاب خود جهانگشای نادری چنین می‌نویسد:
ظهور این حرکت بدان تقریب بیشتر سبب شدّت مادّه و از طرفین اسباب وحشت و نفرت آماده گشته، حرکات آن جناب از نظم طبیعی افتاده، و راه مروت بسته، باب ابواب گشودند. به این طریق که عمّال ممالک را در محکمه حساب حاضر می‌کردند، بی‌اندیشه روز حساب در مقام مؤاخذه ایّام اخذ و عمل درآمده، بدون اینکه از جانب احدی تقریر و حکایتی یا ادّعاء و شکایتی واقع شود.

## شورش محمدتقی‌خان شیرازی
مردم شیراز به رهبری محمدتقی‌خان شیرازی که به خاطر شایستگی توانسته بود حکومت جنوب ایران را بدست آورد علیه کلبعلی خان کوسه احمدلو که برادر خانم نادر می‌باشد وی وظیفه کنترل محمدتقی‌خان شیرازی را داشت ولی چون از محمد تقی خان شیرازی از دخالت او در حوزه حکومتی اش ناراحت بود، با این حال نادر محمد تقی خان را به بندرعباس برای سرکوبی امام عمان می‌فرستد. نادر برای اداره امور شیراز محمّد حسین خان قرخلو به آنجا می‌فرستد. محمدتقی خان شیرازی اولاً به خاطر حضور محمد حسین خان قرخلو و ثانیاً تصمیمات مالیاتی که نادر در اواخر عمر خود گرفته بود بر نادر طاغی شد. شرح رویارویی را فارسنامه ناصری بدین گونه بیان می‌کند:
و چون خبر قتل کلب علی خان و طغیان تقی خان، به محمد حسین خان سردار رسید با تفنگچیان دشتستانی، بر تقی خان سبقت گرفته، از بندر کنگ به تعجیل آمده، وارد شیراز گردید و میرزا اسمعیل برادر تقی خان را که نایب الایاله بود، گرفته، روانه اصفهانش داشت و از دربار معدلت مدار، چندین هزار نفر سپاه کینه‌خواه برای تدمیر اهل فارس بخواست و چون گرفتاری میرزا اسمعیل به تقی خان رسید، از بندر عباس، ایلغار کرده با دو هزار نفر سواره و پیاده، حرکت نمود، چون خبر ورود تقی خان به قصبه فسا رسید، محمد حسین خان حرامزاده، خائف گشته، بنای فرار گذاشت و هرچه اعیان شیراز التماس نمودند که توقف کند، در جواب گفت: می‌خواهید مرا گرفته به تقی خان سپارید و به سمت کازرون شتافت و تقی خان بلافاصله وارد شیراز گردید. هنوز دو روز نگذشته بود که قشون نادری از اطراف در دور شیراز جمع شدند و محمد حسین خان از کازرون معاودت نمود و تقی خان در شهر متحصن گشته، به قلعه داری پرداخت و بنای جنگ را گذاشته، محاصره و آشوب برپا گردید و رفته رفته از خراسان و کرمان و عراق و خوزستان، بر سبیل توالی مثل سیل زخار، قشون سواره و پیاده و جزایرچی و توپخانه و زنبورک، روزبروز به محمد حسین خان حرامزاده، ملحق می‌گردید و چون این اخبار به مسامع عز و جلال رسید، نواب میرزا محمد علی صدر الممالک علیه الرحمه را برای استمالت تقی خان روانه شیراز فرمود. … در حوالی شیراز مجتمع ساخت و شب و روز مشغول جنگ و یورش بودند و ایام محاصره به چهار ماه و نیم کشید و بیرون شهر از عمارات و درختان باغات، پاک و ساده گردید و دود از دودمان شیرازیان برآمد و تقی خان که از فرط مرحمت نادری محسود امرای ایران و توران شده بود، چشم و گوش خود را بسته، سپر بی‌شرمی را بر سر کشیده به مخالفت چنین پادشاهی سفاک بی‌باک که سلاطین روی زمین از سطوتش آرام نداشتند، اقدام نموده، اصرار ورزیده، عیال اهل شیراز را به اسیری داد و این ماجرا را ذخیره آخرت خود ساخت … و تقی خان بعد از دو روز از فرار، گرفتار گشته، او را با اهل و عیال به اصفهان بردند و چون خبر گرفتاری تقی خان به مسامع جلال نادری رسید، حکم فرمود تا یک چشم او را کنده، هر دو خایه اش را بریده، از زینت مردی عاری گردید.

## شورش ترکمانان یموت و محمد حسن خان قاجار
اساس قیام را در استرآباد را دو نفر بر عهده داشتند یکی از آن‌ها محمد حسن خان فرزند فتحعلی خان قاجار بود که پس از قتل پدرش توسط دایی اش از ترکمانان یموت به منغیشلاق برده شده بود و دیگری محمد علی بیگ عزالدینلو که با حاکم گرگان نقار و کدورت داشت. آغاز قیام را محمد کاظم مروی این‌گونه بیان می‌کند محمد حسن خان به همراه ترکمانان یموت شبانه به استرآباد حمله برده و توسط محمد علی بیگ عزالدینلو وارد شهر شدند و محمد زمان خان حاکم و والی استرآباد زندانی کردند. چون این خبر به مشهد رسید، نادر دوتن از سرداران خود را به نام‌های بهبود خان سردار اتک و ساروخان قرخلو افشار برای سرکوب آن‌ها فرستاد اول رویارویی میان محمد حسن خان و بهبودخان سردار اتک در سرخ محله پیش آمد، در این نبرد محمد حسن خان شکست خورده و به منغیشلاق فرار کرد. پس از این نبرد بهبود خان سردار اتک پس از مدتی استراحت این دفعه منغیشلاق حمله کرده و به تعقیب آن‌ها پرداخت و سردارانش حسنعلی خان بیات را برای آزادسازی اسرای ایرانی که توسط ترکمانان یموت به قزاق و طوایف ترک خوارزم فروخته شده بودند را آزاد کرد؛ و تمشیت امور خوارزم را به الله وردی خان داده شد البته عمر او زیاد نبود بر اثر شرب خمر درگذشت.

## شورش دنبلی‌ها
در سال ۱۱۵۷ هجری ایل چادرنشین کرد به نام دنبلی در ناحیه خوی و سلماس قیام کرد و بزرگان ایل و روستاییان به قیام کنندگان پیوستند. محمد کاظم اعتراف می‌کند که دنبلی‌ها جز شورش چاره‌ای نداشتند زیرا قادر نبودند مالیات‌های گزافی را که بر آن‌ها وضع شده بود بپردازند. این قیام را حیدر خان حاکم شروان عاشورخان افشار حاکم ایروان و حاجی خان چمیش گزیک حاکم گنجه و محمدرضا خان قرخلو حاکم تبریز سرکوب کرد.